# راتایه (ناحیه کرومیریژ)
راتایه (به چکی: Rataje) یک منطقهٔ مسکونی در جمهوری چک است که در ناحیه کرومیریژ واقع شده‌است. راتایه ۱۲٫۱۱ کیلومتر مربع مساحت و ۱٬۰۸۱ نفر جمعیت دارد و ۲۵۳ متر بالاتر از سطح دریا واقع شده‌است.